# 古田一路駅
古田一路駅（こでんいちろえき）は湖北省武漢市礄口区に位置する武漢地下鉄1号線の駅である。

## 利用可能な鉄道路線
- 武漢地下鉄
  - ■1号線

## 歴史
- 2010年7月29日 - 1号線開通。

## 隣の駅
武漢地下鉄
■1号線
古田二路駅 - 古田一路駅 - 舵落口駅
座標: 北緯30度36分25秒 東経114度10分39秒 / 北緯30.60687度 東経114.17756度